# 윌리엄 칭

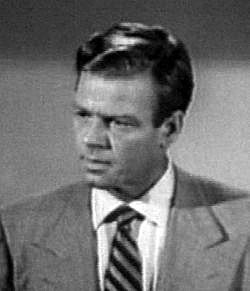

윌리엄 칭(William Ching, 1913년 10월 2일 ~ 1989년 7월 1일)은 미국의 가수, 배우, 텔레비전 배우이다.
세인트루이스에서 태어났으며 터스틴에서 사망하였다. 사인은 심부전이다.

## 영화
- 더 매그니피슨트 마타도르 (1955년)
- 스케어드 스티프 (1953년)
- 그녀에게 기회를 (1953년)
- 팻과 마이크 (1952년)
- 고독한 영혼 (1950년) - 테드 바튼 역
- 죽음의 카운트다운 (1950년)
- 아윌 비 유어스 (1947년)
- 섬씽 인 더 윈드 (1947년)